# 자바트섬
자바트섬(Jabat Island)은 태평양에 위치한 마셜 제도의 섬으로, 랄리크 열도에 속한다. 마셜 제도를 구성하는 24개 입법 선거구 가운데 하나이며 아일링글라플라프 환초에서 북동쪽으로 12km 정도 떨어진 곳에 위치한다. 바위섬인데도 불구하고 섬 북쪽에서 남쪽까지 산호초로 둘러싸여 있는 것이 특징이다. 육지 면적은 0.6km2, 인구는 112명(1999년 기준)이다.